# Троїцьке (Жамбильський район)
Тро́їцьке (каз. Троицк) — село у складі Жамбильського району Північноказахстанської області Казахстану. Адміністративний центр Троїцького сільського округу.
Населення — 535 осіб (2021; 722 у 2009, 1180 у 1999, 1475 у 1989).
Національний склад станом на 1989 рік:
- росіяни — 40 %.